# سن سوسی (آرکانزاس)
سن سوسی (به انگلیسی: Sans Souci) یک منطقهٔ مسکونی در ایالات متحده آمریکا است که در شهرستان میسیسیپی، آرکانزاس واقع شده‌است. سن سوسی ۷۲٫۸۵ متر بالاتر از سطح دریا واقع شده‌است.